# Топчян, Эдуард Степанович (советский деятель)
Эдуард Степанович Топчян (арм. Էդուարդ Ստեփանի Թոփչյան, 11 июля 1911, Эвджилар, Кавказское наместничество — 3 сентября 1975, Ереван) — армянский литературовед, кандидат филологических наук, заслуженный деятель культуры Армянской ССР (1970), политический деятель, член Союза писателей СССР с 1942 года, председатель Союза писателей Армении (1959—1975).

## Биография
В 1932 году окончил Ереванский государственный университет (историографической факультет). В 1935 году — учитель в ереванских школах. В 1938—1939 годах был заместителем главного редактора газеты «Гракан терт», в 1939—1941 гг. — старший научный сотрудник Института армянского языка и литературы. 
В 1941—1943 гг. служил в РККА, участник Великой Отечественной войны. В 1943—1944 гг. — главный редактор журнала «Советская литература и искусство». В 1944—1946 гг. — ответственный секретарь правления Союза писателей Армении, в 1946—1952 гг. — старший научный сотрудник, заведующий сектором советской литературы, директор Института литературы АН Армянской ССР, в 1954—1975 гг. первый секретарь правления Союза писателей Армении.

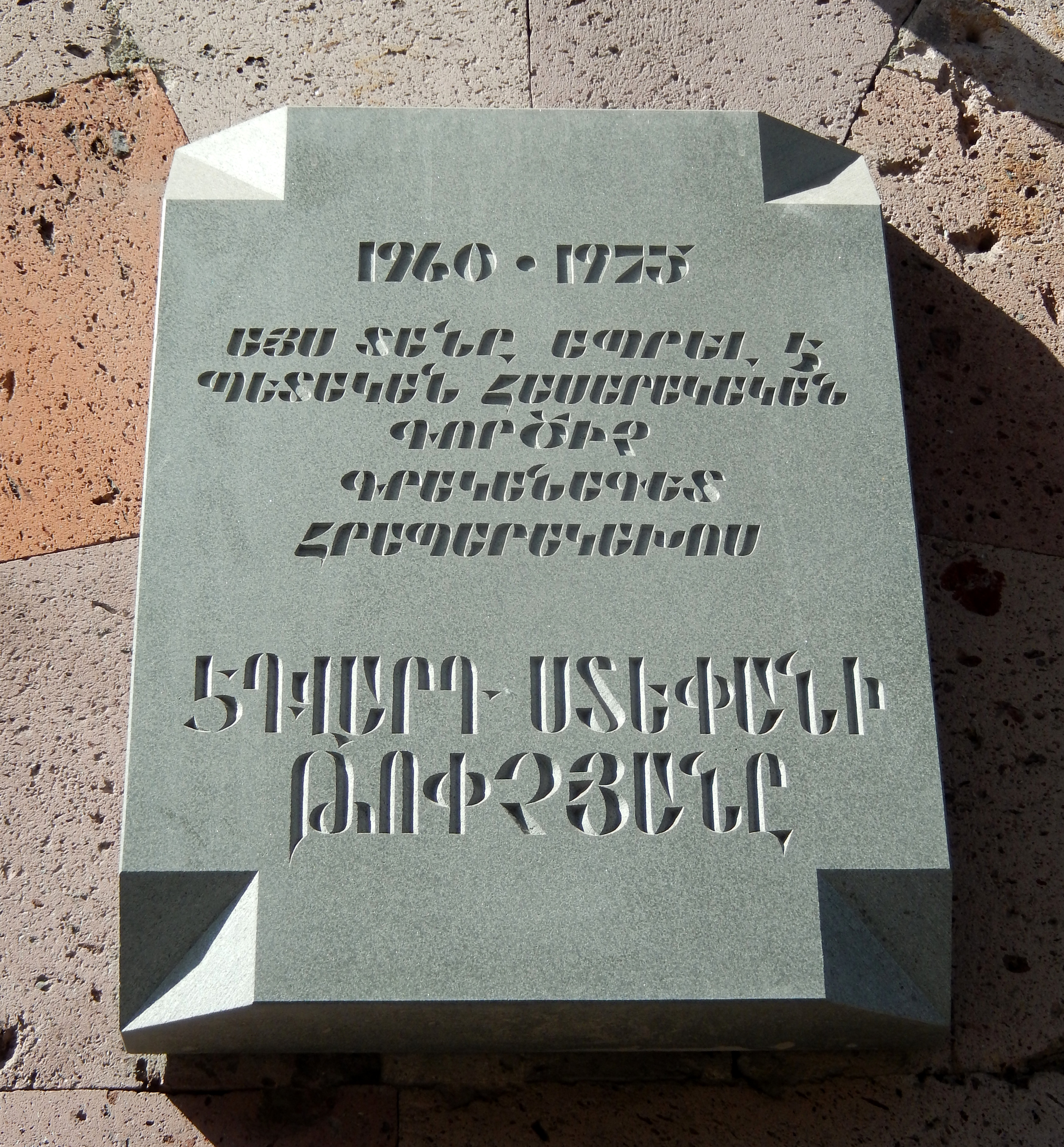
Памятная доска.

Депутат Верховного Совета Армянской ССР 4-7-го созывов, его председатель в 1967—1971 гг., делегат XXIV съезда КПСС
Автор русского переводов Франца Верфеля «Сорок дней Муса-дага» и сборника произведений Левона Шанта.

## Награды
- Два ордена Отечественной войны II степени
- Два ордена Трудового Красного Знамени (в т.ч. 28.10.1967[4])
- Два ордена «Знак Почёта» (в т.ч. 27.06.1956)